# Atya lanipes
Atya lanipes is een garnalensoort uit de familie van de Atyidae. De wetenschappelijke naam van de soort is voor het eerst geldig gepubliceerd in 1963 door Holthuis.